# Six Shooter
Six Shooter es un cortometraje irlandés de 2004 escrito y dirigido por Martin McDonagh y protagonizado por Brendan Gleeson y Rúaidhrí Conroy. Ganó varios premios, incluido el Óscar al mejor cortometraje en la 78.ª edición de los Premios Óscar.
El título hace referencia a una expresión inglesa para denominar un revólver de seis tiros.

## Argumento
A Donnelly le informan en el hospital de la muerte de su esposa. De regreso a su casa, conoce en el tren a un extraño joven que le cuenta que su madre también acaba de morir. Una pareja que viaja en el mismo vagón también ha perdido a su pequeño hijo de muerte súbita.

## Reparto
- Brendan Gleeson como Donnelly
- Rúaidhrí Conroy como muchacho
- David Wilmot como hombre en el tren
- Aisling O'Sullivan como mujer en el tren
- Gary Lydon como policía
- Domhnall Gleeson como vendedor en el tren
- David Murray como Doctor

## Premios y nominaciones
- En 2004, la película ganó el premio al Mejor Primer Cortometraje de un Director Irlandés en el Festival Internacional de Cine de Cork,[2] y al Mejor Corto Irlandés en el Festival de Cine de Foyle.[3]
- En 2005, la película fue nominada a Mejor Cortometraje en los Premios BAFTA. Ganó el premio al Mejor Cortometraje Británico en los Premios del Cine Independiente Británico,[4] y al Mejor Cortometraje de Ficción en los Premios de Cine y Televisión Irlandeses (IFTA). Martin McDonagh (guionista/director) también fue nominado al Premio IFTA al Talento Revelación.[5]
- En 2006, la película ganó el Óscar al mejor cortometraje, así como el Premio del Público en el Festival Internacional de Cortometrajes de Lovaina.[6]